# Johannes Orth (Mediziner)

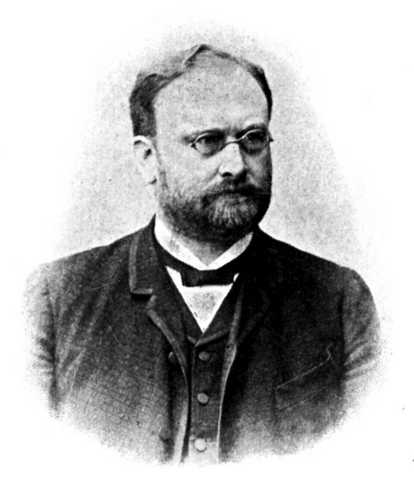
Johannes Orth, vor 1913

Johannes Orth (* 14. Januar 1847 in Wallmerod; † 13. Januar 1923 in Berlin) war ein deutscher Pathologe und Hochschullehrer für pathologische Anatomie.

## Leben
Orth studierte an der Rheinischen Friedrich-Wilhelms-Universität Bonn Medizin. 1866 wurde er Mitglied der Burschenschaft Frankonia Heidelberg. Nach dem Staatsexamen wurde er 1870 in Bonn zum Dr. med. promoviert. Da er eine Karriere in der Pathologie anstrebte, ging er 1872 als Assistent zu Rudolf Virchow in Berlin.
Im Jahr 1878 wurde er als ordentlicher Professor (Ordinarius) für pathologische Anatomie an die Georg-August-Universität Göttingen berufen. Dort blieb er, bis er 1902 wieder zurück nach Berlin berufen wurde, um Virchows Nachfolge anzutreten. Zu seinen Assistenten gehörten unter anderem der spätere Chirurg Fritz König und der spätere Hautarzt Karl Zieler. 1884 wurde Orth in die Deutsche Akademie der Naturforscher Leopoldina gewählt. Ab 1906 war er Mitglied der Preußischen Akademie der Wissenschaften.
Johannes Orth war verheiratet mit Charlotte Orth, geborene von Ibell (1854–1911). Das Ehepaar Orth hatte keine leiblichen Kinder und adoptierte Emma Minna Grantke (1888–1971) und Ralf (nähere Angaben unbekannt). Emma Minna Orth heiratete 1909 Heinrich Löhe.

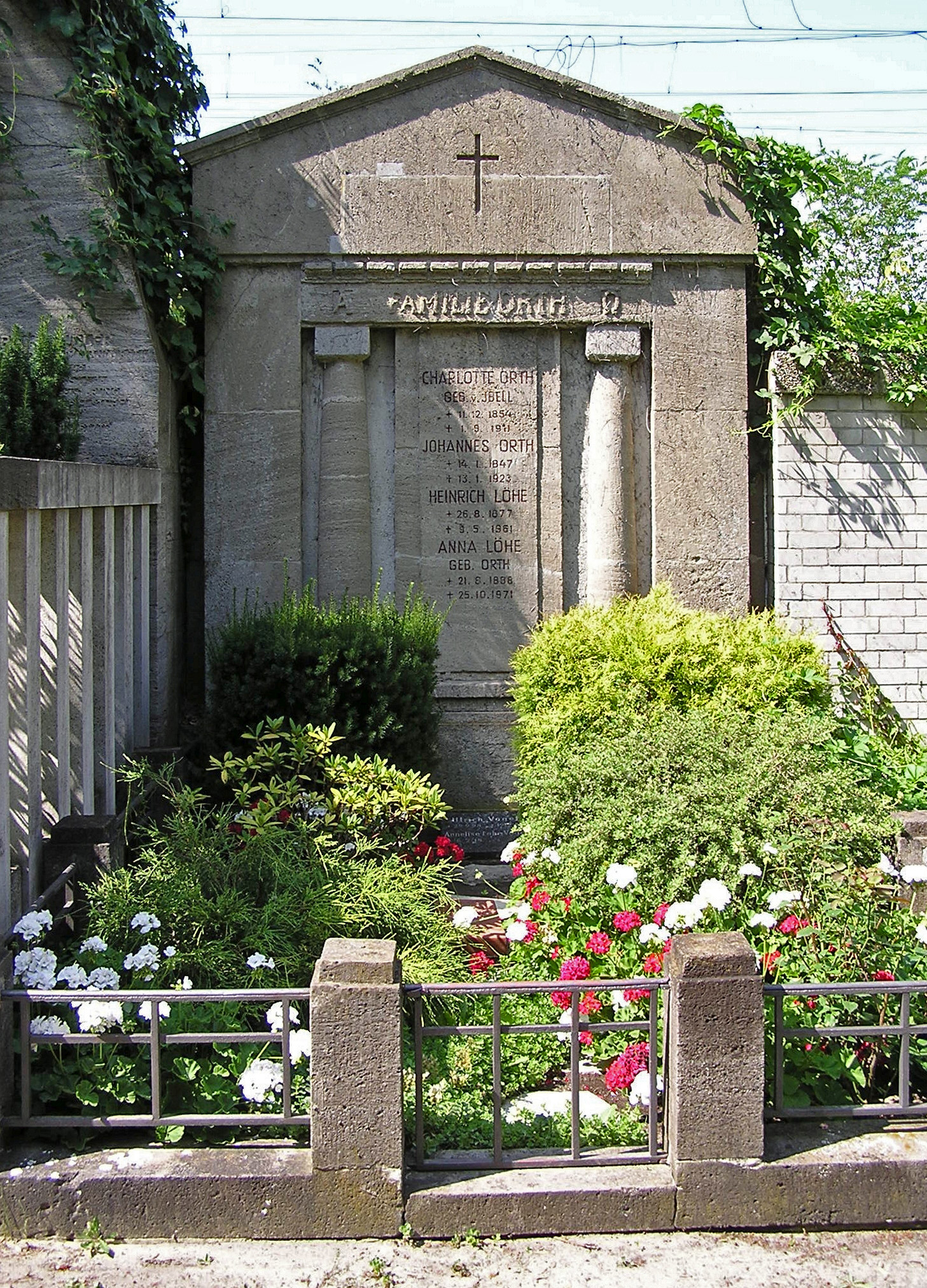
Grabstätte

Johannes Orth starb 1923 einen Tag vor seinem 76. Geburtstag an einer Entzündung der Gallenwege (Cholangitis), nachdem er schon mehrfach Gelbsuchtanfälle aufgrund von Gallensteinen erlitten hatte. Sein Grab befindet sich auf dem Friedhof Grunewald und ist bis heute dort erhalten. Es war von 1987 bis 2009 als Ehrengrab der Stadt Berlin gewidmet.

## Werk
Wie seine Zeitgenossen Virchow, Ernst Ziegler, Paul Baumgarten, Felix Victor Birch-Hirschfeld, Otto Lubarsch und andere Mediziner, beschäftigte sich Orth bei seinen Studien mit der Vererbung von Krankheiten und von Krankheitsdispositionen. Schon bei Virchow veröffentlichte Orth die Beschreibung einer ausgeprägten Gelbfärbung des Gehirns mit Betonung der Basalganglien bei einem Neugeborenen. Mit den Symptomen einer Neugeborenengelbsucht war es ohne erkennbare Ursachen verstorben. Dies gilt als die erste Beschreibung einer Bilirubinenzephalopathie, wenn auch der Begriff erst später durch Georg Schmorl geprägt wurde. Später befasste Orth sich vor allem mit Infektionen und der Tuberkulose. Er veröffentlichte weitverbreitete Lehrbücher und hatte den Ruf eines ausgezeichneten Hochschullehrers.